# Salentin von Isenburg

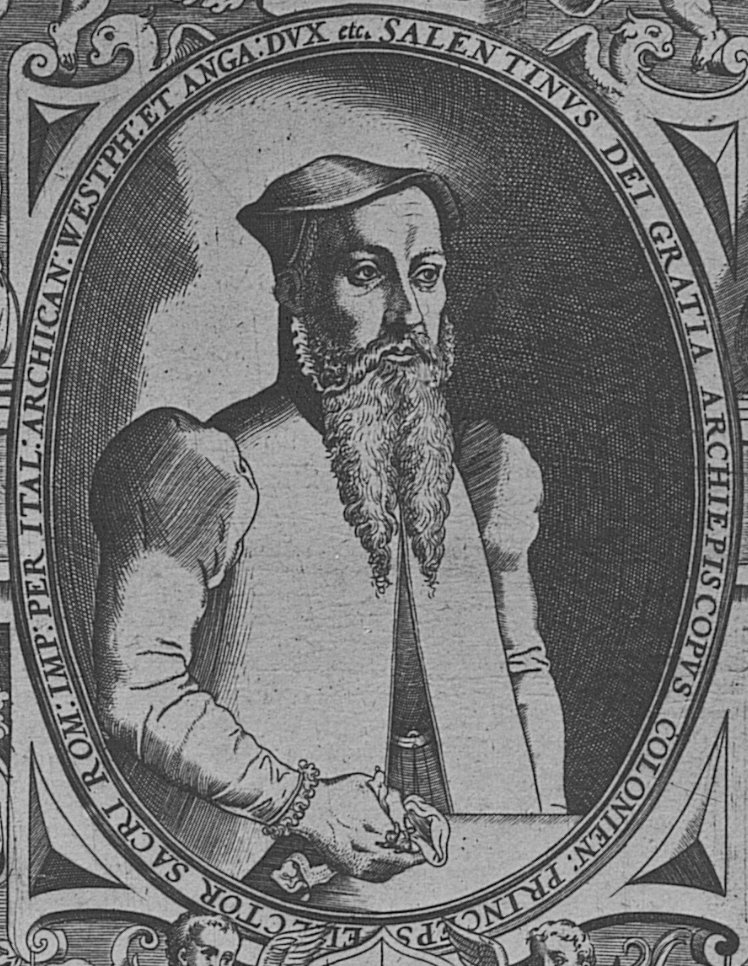
Salentin von Isenburg

Salentin von Isenburg (* 1532 auf Burg Isenburg bei Dierdorf; † 19. März 1610 auf Burg Arenfels) war von 1567 bis 1577 Erzbischof und Kurfürst von Köln, von 1574 bis 1577 auch Fürstbischof von Paderborn und nach seiner Amtsniederlegung von 1577 bis 1610 der vorletzte Graf der salentinischen Linie des Hauses Isenburg.

## Leben und Wirken

### Frühe Jahre
Salentin war der zweite von drei Söhnen des Grafen Heinrich von Isenburg-Grenzau (* 5. Januar 1521; † 1552) und dessen Frau Margarete von Wertheim († 25. März 1538). Seine Brüder waren Johann und Anton. Eine seiner zwei Schwestern war die spätere Äbtissin Margarete von St. Ursula in Köln.
Wie in Adelsfamilien üblich, wenn der Besitz nicht groß genug für eine spätere Erbteilung war, wurden Johann und Salentin für eine Laufbahn im geistlichen Stand vorbereitet. Als 15-Jähriger nahm Salentin 1547 ein Studium der Theologie in Köln auf. Schon ein Jahr später, 1548, wurde er Domherr in Mainz und zehn Jahre später Domherr in Köln.
Salentins jüngerer Bruder Anton verstarb sehr jung (1548), so dass sein älterer Bruder Johann in den weltlichen Stand zurückkehrte und 1563 heiratete. Diese Ehe blieb kinderlos, und Johann starb bereits zwei Jahre später. Damit war Salentin der einzige männliche Nachkomme, und das Geschlecht der Nieder-Isenburger in der Linie Isenburg-Grenzau drohte auszusterben.
Salentin wurde 1565 Dechant von St. Gereon in Köln. Daneben war er Domscholaster am Straßburger Münster und hatte Pfründen in Trier, Mainz, Köln.
In der Literatur wird er oft Salentin VII., VIII. oder auch IX. genannt. Laut genealogischen Tafeln und anderen Quellen ist er der 6. dieses Namens. Die Zählung nach anderen Quellen bezieht Nebenlinien mit ein.

### Erzbischof

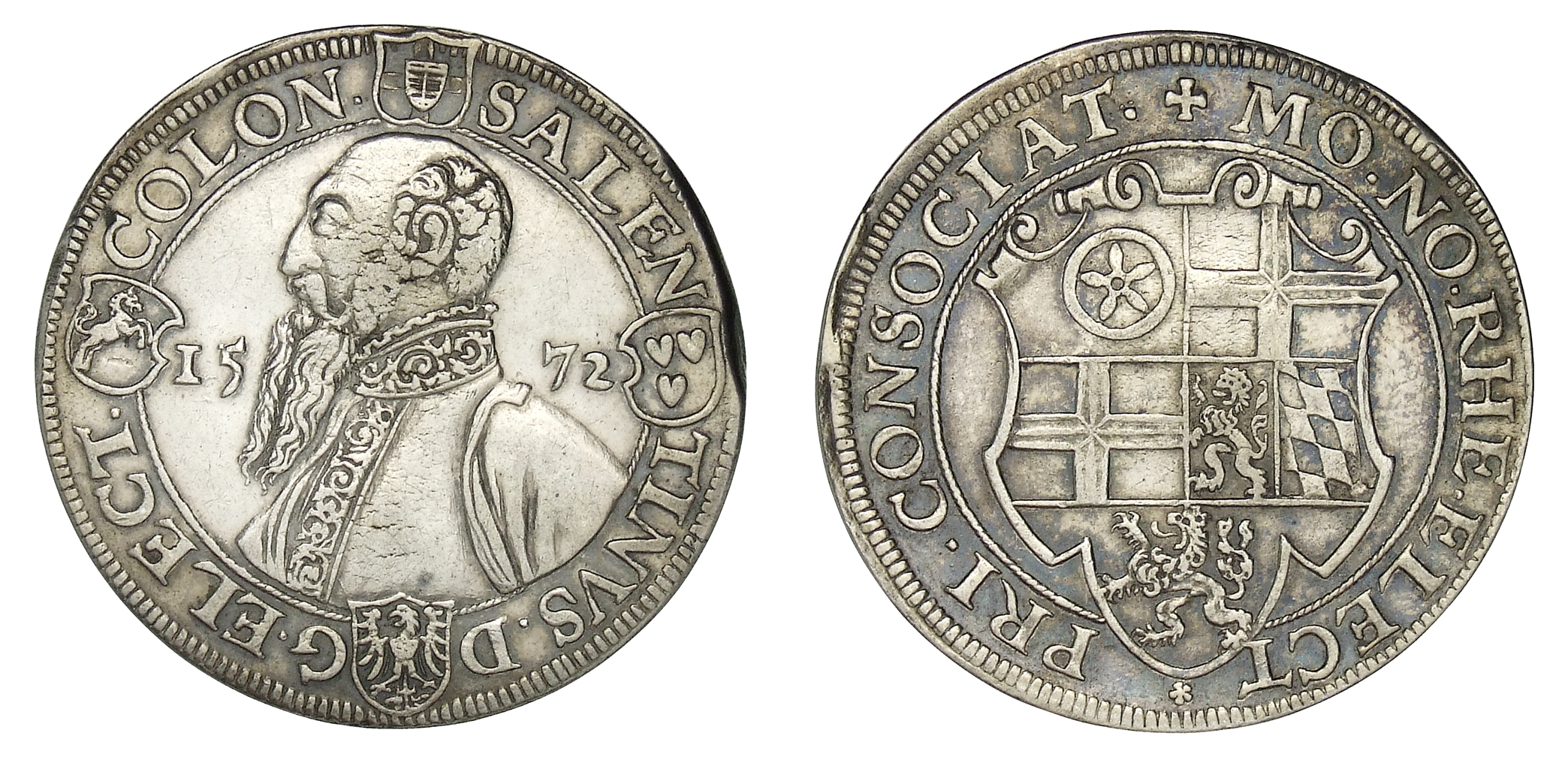
Münze Salentin von Isenburgs als Erzbischof von Köln, heute im Berliner Münzkabinett

Seit 1562 war Friedrich IV. von Wied Erzbischof und Kurfürst des Erzbistums Köln, doch dieser war nicht bereit, das im Konzil von Trient festgelegte Glaubensbekenntnis anzuerkennen, so dass ihm Papst Pius V. die Bestätigung seiner Wahl verweigerte. Friedrich resignierte am 25. Oktober 1567. Am 23. Dezember 1567 wurde Salentin vom Domkapitel zum Erzbischof und Kurfürsten von Köln gewählt. Er empfing keine priesterlichen Weihen und betonte schon bei seiner Wahl, dass er zu gegebener Zeit ins weltliche Leben zur Fortführung seines Hauses zurückkehren werde. Seine Bedingung wurde vom Domkapitel und vom Kaiser angenommen, nicht aber von Papst Pius V., der daraufhin eine Neuwahl des Kölner Erzbischofs verlangte. Im Schreiben des Papstes vom 27. Juni 1568 hieß es unter anderem: „Wir genehmigen und loben sehr diese Wahl“, und „Damit aber die Kirche die erhofften und so notwendigen Früchte so bald wie möglich daraus erhalten kann, ist euch auch zu wünschen, dass er sich unverzüglich zum Priester weihen lässt, damit er möglichst bald von uns bestätigt wird sowie das Weihegeschenk empfangen und nach Erhalt des päpstlichen Palliums sein Amt antreten kann.“ Obwohl Salentin sich nicht weihen ließ, bestätigte Papst Gregor XIII., der Nachfolger von Pius V., ihn im Dezember 1573 als Kölner Erzbischof.
Am 21. April 1574 wurde er vom Domkapitel des Hochstifts Paderborn auch zum Bischof von Paderborn gewählt. Die Bestätigung des Papstes erfolgte am 4. Dezember, nachdem Salentin versprochen hatte, die geistlichen Verpflichtungen an einen Weihbischof zu übertragen. Er zog am 9. Dezember 1574 in Paderborn in einer Ritterrüstung ein, umgeben von einem Gefolge, das tausend Reiter zählte. Mit Helm und Rüstung trat er an den Hochaltar des Paderborner Doms, um seinen Treueeid zu leisten. Wegen Unstimmigkeiten innerhalb des Domkapitels konnte Salentin jedoch keinen Weihbischof ernennen.
In den zehn Jahren seiner Regierung in Köln straffte er die Verwaltung und ordnete die Finanzen. Es gelang ihm, die auf dem Erzstift lastenden Schulden weitgehend zu tilgen. So löste er das schon lange an die Grafen von Schaumburg verpfändete Vest Recklinghausen ein, ebenso wie Pfandschaften in Andernach, Neuß, Uerdingen und Brilon. Auch im Paderborner Land löste er etliche Verpfändungen ein. Er ordnete eine Reform des Verwaltungs- und Gerichtswesens an und befahl eine Visitation der Pfarreien und Klöster. Auch das Schulwesen wurde umgestaltet.
Am 5. September 1577 trat er als Bischof von Paderborn und am 13. September als Erzbischof von Köln zurück. Er verabschiedete sich vor den versammelten Landständen auf der Wasserburg Brühl. Seinem Nachfolger Gebhard I. von Waldburg begegnete er mit großer Skepsis, da er von dessen Beziehungen zu einflussreichen Protestanten wusste. Im weiteren Verlauf unterstützte er die Wittelsbacher im Kampf um die Herrschaft im Erzstift Köln, nachdem Gebhard vom Papst abgesetzt und exkommuniziert worden war. Ernst von Bayern konnte so schließlich die Nachfolge von Gebhard antreten.
Mit seiner Gattin bewohnte Salentin zunächst Schloss Arenfels, um in der Nähe seines früheren Wirkungskreises zu bleiben.

### Graf von Isenburg-Grenzau
Salentin VI. folgte Graf Arnold in der Grafschaft Isenburg-Grenzau. Die Vorteile, die ihm das Amt des Erzbischofs verschaffte, nutzte er konsequent für seine eigene Grafschaft. So gelang es ihm, die Reichsunmittelbarkeit für seine Grafschaft durchzusetzen. 1572 schaffte er es auch, das  Kobernhaus (Kovern-Haus) der Isenburg zu erwerben und konnte die seit 1325 an Köln verpfändete Herrschaft Lahr wieder einlösen.
Salentin griff auf Bitten des Kölner Domkapitels in den Truchsessischen Krieg gegen den von der katholischen Lehre abgefallenen Erzbischof Gebhard  I. von Waldburg ein. (Siehe dazu auch Bonner Belagerungsmünzen von 1583.) Er erlangte von Köln die Ämter Altenwied, Linz und Neuerburg, nachdem er 1583 während des Truchsessischen Krieges auf kaiserlichen Befehl tätig war.
Im März 1586 trat er wieder in die Öffentlichkeit, als ihm Kurfürst Ernst von Bayern die Ämter Linz, Altenwied und Neuerburg für 24.000 Taler verpfändete (Die Ämter blieben bis 1664 im Besitz des Hauses Isenburg-Grenzau). 
Ein Jahr später ernannte ihn der Kurfürst zu seinem Statthalter, damit er Verwaltung und Finanzen in Ordnung bringe. Das Domkapitel hatte zwar anfangs Einwendungen, verstand sich dann aber doch dazu, nicht ohne ihm einige seiner Leute beizuordnen. Salentin bemühte sich redlich, das verlotterte Steuerwesen zu ordnen, doch erwies sich dies für ihn durch das ständige Einwirken seiner Beigeordneten als eine Sisyphosarbeit, der er sich bereits ein Jahr später wieder entledigte.
In seiner Grafschaft hatte er konfessionelle Auseinandersetzungen mit seinem Nachbarn und weitläufigem Verwandten, dem Grafen von Wied, unter anderem über die Nutzung der Kirche in Isenburg. Aufgrund von Erbteilungen gehörten Burg und Tal Isenburg beiden zur Hälfte. (Isenburg war eine Ganerbenburg wie die Burg Elz, die aus mehreren Burghäusern bestand, die  verschiedenen Familienzweigen zugeordnet waren.) Durch das Übertreten der Wieder zur protestantischen Lehre waren die Rechte über die Kirche jedoch umstritten.
Salentin überließ später dem Erzstift Trier das Kirchspiel Heimbach, dessen Einkünfte er dem Erzstift schon in früheren Jahren öfter verpfändet hatte.
1598 war er in offizieller Mission auf dem Landtag zu Köln, um im Auftrag von Kaiser Rudolph II. Gelder für den Türkenkrieg aufzutreiben.
Salentin hatte zwei Söhne, von denen der ältere, ebenfalls mit dem Namen Salentin, unverheiratet während des Böhmischen Kriegs starb. Mit dem Tod des jüngeren, Ernst von Isenburg, erlosch die salentinische Linie der Isenburger im Jahr 1664.

### Tod
Am 19. März 1610 starb Graf Salentin VI. von Isenburg-Grenzau und wurde im Prämonstratenser-Chorherrenstift Rommersdorf beigesetzt. Sein Freund, Abt Johann VI. Limburg von Heddesdorf, ließ ihm ein großartiges Grabmonument neben den Grabmälern des Grafen Wilhelm II. von Wied und dessen Gemahlin errichten, das ihn in Rüstung zeigt. Nach der Aufhebung des Klosters (1803) ließ Fürst Johann August Karl zu Wied (1779–1836) das Grabmal in das neugebaute fürstliche Mausoleum in Dierdorf überführen. Eine größere Graburne mit den Gebeinen Salentins befindet sich in der Sakristei der evangelischen Pfarrkirche zu Neuwied-Niederbieber. 1976 wurde dort eine Gedenktafel aus Keramik angebracht.

## Nachkommen und Erbfolge
Salentin VI. heiratete am 10. Dezember 1577 in Köln Antonia Wilhelmina von Arenberg (* 1. März 1557; † 26. Februar 1626), Tochter von Johann von Ligne, Reichsgraf von Arenberg (* um 1525; † 23. Mai 1568 in der Schlacht von Heiligerlee) und Margaretha Gräfin von Arenberg, (* 1527 auf Schloss Reckheim; † 1599 auf Schloss Zevenberghen). Das Paar hatte zwei Söhne:
- Salentin VIII. (* um 1580; ⚔ 5. Dezember 1619 in Prag im Böhmischen Krieg)[5], 1610–1619 Graf von Isenburg-Grenzau
- Ernst I. (* um 1584; † 30. Mai 1664 in Brüssel), 1619–1664 Graf von Isenburg-Grenzau
  - ⚭ I. Caroline Ernestine von Arenberg (* 6. September 1606; † 12. September 1630), Tochter von Karl Graf von Arenberg und Anna von Croÿ
  - ⚭ II. Maria Anna von Hohenzollern-Hechingen (* 1614; † 7. März 1670), Tochter von Johann Georg und Franziska

Beide Söhne zeigten die gleiche Neigung zum Kriegshandwerk wie ihr Vater und schlugen die Militärlaufbahn ein.
Nach dem Tod von Ernst von Isenburg-Grenzau  († 1664) wurden der grenzauische Besitze von Trier eingezogen, die Pfandschaften Altenwied, Linz und Neuerburg sowie die Herrschaft Lahr wurden von Köln eingezogen und Fulda belehnte die von Walderdorff mit der Herrschaft Isenburg. Nach dem Schönerler Vertrag vom 21. November 1665 konnten die Grafen von Wied eine Mitbelehnung an der Herrschaft Isenburg erhalten, die sie 1666 schließlich antraten.